# Acanthostracion notacanthus
Acanthostracion notacanthus là một loài cá biển thuộc chi Acanthostracion trong họ Cá nóc hòm. Loài này được mô tả lần đầu tiên vào năm 1863.

## Từ nguyên
Từ định danh notacanthus được ghép bởi hai âm tiết trong tiếng Hy Lạp cổ đại: nôtos (νῶτος; “lưng”) và ákantha (ἄκανθα; “gai, ngạnh”), hàm ý đề cập đến phần nhô lên của giáp lưng thứ ba ở loài này.

## Phân bố và môi trường sống
A. notacanthus có phân bố ở Đông Đại Tây Dương, tập trung chủ yếu xung quanh các hòn đảo, bao gồm quần đảo Açores (vùng tự trị của Bồ Đào Nha), đảo Ascension và Saint Helena (lãnh thổ hải ngoại thuộc Anh), bờ biển Ghana và Angola, giữa là đảo São Tomé.
A. notacanthus sống trên các rạn đá, nền đáy cát và đá vụn, độ sâu khoảng 3–25 m.

## Mô tả
Chiều dài cơ thể lớn nhất được ghi nhận ở A. notacanthus là 50 cm.

## Thương mại
A. notacanthus là một thành phần trong ngành thương mại cá cảnh, được khai thác từ Açores.